# Tamacha Khan
Tamacha Khan (680 circa) è stato un sovrano e condottiero mongolo, diretto progenitore della stirpe reale dell'Impero Mongolo, tra cui Gengis Khan.

## Vita
Figlio di Batachi Khan, e nipote di Borte Chino, di lui poco è noto. Fu il quarto Khan dei Mongoli.

## Discendenze
Primo dei suoi figli fu Korichar Khan padre di Aujun Boroul (poi padre di Sali Kachau). Tra i suoi discendenti diretti c'è, oltre a Gengis Khan, tutta la stirpe dell'Impero Mongolo e Tartaro.